# 투자 보장 협정
투자 보장 협정(投資保障協定, bilateral investment treaty, BIT)은 두 국가 간에 민간 투자 조항을 체결하는 양자 동의이다. 이 유형의 투자는 해외 직접 투자(FDI)로 부른다. 투자 보장 협정은 무역협정을 통해 확립된다. 19세기 BIT의 전신은 FCN(friendship, commerce and navigation treaty)이었다. 이 유형의 조약 이름은 선진국들이 개발도상국들에서의 자국의 투자금을 보호하기를 원했던 시기인 제2차 세게 대전 이후 눈에 띄기 시작했다.
대부분의 투자 보호 협정은 다른 국가 영토의 체약국가의 투자자가 투자를 제공하며 여기에는 공정ㆍ공평한 대우, 몰수로부터의 보호 등이 포함된다.
수많은 투자 보장 협정의 구별된 특징은 대안이 되는 분쟁 해결 매커니즘을 허용한다는 점이며 이 협정을 위반한 투자자는 국제 중재를 호소할 수 있으며 국가 법정에서 국가를 고소하는 대신 국제 투자 분쟁 해결 센터의 보호하에 놓이는 경우가 있다. 이러한 과정을 투자자 국가 분쟁 해결(ISDS)로 부른다.
전 세계에서 투자 보호 협정의 서명된 것은 1959년 11월 25일 파키스탄과 독일 사이이다. 지금은 2,500개 이상의 투자 보호 협정이 발효 중이며 전 세계 대부분의 국가가 수반된다. 그리고 근 수년 간 투자 보호 협정과 특히 특혜 무역 지대의 수가 급속도로 증가하고 있다. 실제로 모든 국가가 적어도 하나의 투자 보호 협정에 속해 있다.

## 같이 보기
- 무역관련투자조치
- 국제 투자 분쟁 해결 센터
- 투자자 국가 분쟁 해결